# Free Your Mind (canção)
"Free Your Mind" (em português:  Liberte sua mente) é uma canção de funk rock interpretada pelo grupo feminino estadunidense de R&B e soul En Vogue. Composta pelos produtores musicais Thomas McElroy e Denzil Foster, a faixa foi lançada como o terceiro single do segundo álbum de estúdio do grupo, Funky Divas, em 24 de setembro de 1992. É uma das canções mais famosas do grupo, tendo atingido a oitava posição na parada Billboard Hot 100 e a décima-sexta na UK Singles Chart.

## Informação
"Free Your Mind" é a única faixa de Funky Divas na qual todas as quatro integrantes do grupo dividem os vocais principais. Os fragmentos de baixo e guitarra para a canção foram escritos e interpretados pelo guitarrista de São Francisco Jinx Jones.
A letra da canção trata de várias formas de preconceito social como, por exemplo, o pressuposto de que hip-hop é música de traficantes de drogas ou de que uma mulher que veste roupas justas é uma prostituta. Sua frase introdutória, "Prejudice, wrote a song about it. Like to hear it? Here it go!" ("Preconceito, escrevi uma canção sobre isso. Gostaria de escutar? Aqui vai!"), é adaptada de um bordão utilizado pelo personagem Calhoun Tubbs, interpretado por David Alan Grier, do popular programa humorístico In Living Color da FOX. A cançaõ também utiliza versos de uma canção de George Clinton com a permissão dele.
A escolha de lançar a canção pelo grupo se deu após os distúrbios raciais que aconteceram em Los Angeles de 29 de abril a 4 de maio de 1992 após a absolvição dos policiais acusados de espancar, por motivo meramente racial, o taxista negro Rodney King.

## Videoclipe
O videoclipe da canção, dirigido por Mark Romanek, foi considerado inovador. Ele se inicia com a imagem de uma mulher negra rodeada de homens brancos carecas, numa possível referência a skinheads. Em seguida, a mulher é substituída pela imagem de um macaco. Jovens brancos e negros são mostrados dançando num abiente que lembra um desfile de moda. Na passarela, as quatro integrantes do grupo interpretam a canção de maneira coreografada. No final do videoclipe, a negra do início sorri e abraça os homens carecas.
O videoclipe foi indicado ao Grammy de melhor vídeo musical de formato curto e ganhou três MTV Video Music Awards, nas categorias de melhor vídeo de R&B, melhor vídeo dançante e melhor coreografia. No programa Countdown da BET, Janet Jackson incluiu-o na lista de seus vinte e cinco videoclipes favoritos na décima primeira posição.

## Performance nas paradas
"Free Your Mind" estreou na octogésima nona posição na Billboard Hot 100 na semana de 12 de setembro de 1992. Uma semana depois, pulou para a quadragésima quinta posição e, em seguida, para a vigésima quinta. Em 31 de outubro atingiu a oitava posição, seu pico naquela parada. Ao todo, "Free Your Mind" passou dezessseis semanas entre as quarenta mais da Billboard Hot 100. No final de 1992, a canção recebeu o disco de ouro da RIAA.
| Ano  | Parada                          | Maior posição |
| ---- | ------------------------------- | ------------- |
| 1992 | Billboard Hot 100               | 8             |
| 1992 | Billboard Hot R&B/Hip-Hop Songs | 23            |
| 1992 | Billboard Hot Dance Club Play   | 39            |
| 1992 | UK Singles Chart                | 16            |
| 1992 | German Singles Chart            | 50            |
| 1992 | ARIA Singles Chart              | 4             |
| 1992 | Irish Singles Chart             | 3             |
| 1992 | Swedish Singles Chart           | 29            |

## Prêmios e indicações
Grammy Awards de 1993
- Melhor performance vocálica de rock por uma dupla ou grupo (indicado)
- Melhor vídeo musical de formato curto (indicado)

MTV Video Music Awards de 1993
- Vídeo do ano (indicado)
- Escolha da audiência (indicado)
- Melhor vídeo de grupo (indicado)
- Melhor vídeo de R&B (vencedor)
- Melhor vídeo dançante (vencedor)
- Melhor direção - Mark Romanek (indicado)
- Melhor coreografia - Travis Payne, Frank Gatson e Lavelle Smith  (vencedores)
- Melhor fotografia (indicado)